# Santiago Amado Lóriga
Santiado Amado Loriga (La Coruña 1890 – Zaragoza 1974) fue un militar español. Combatió en las campañas de África, en la guerra civil española y en la Segunda Guerra Mundial. Fue Director de la Academia de Infantería (1939-1943) y de la Academia General Militar (1946-1950). Durante su época como Director, su mote académico era "El Chato de la Paridera".

## Biografía

### Carrera militar
En 1907 preparó sus oposiciones para ingresar en la Academia de Infantería como miembro de la XIV Promoción y se graduó en 1910 como Segundo Teniente. Fueron compañeros suyos de promoción varios destacados jefes militares durante la guerra civil española, como Francisco Franco, Camilo Alonso Vega, Juan Yagüe, Eduardo Sáenz de Buruaga, Ricardo Villalba Rubio y Emilio Esteban Infantes. También perteneció a la XIV Promoción Fernando Díaz Giles, autor del Himno de la Academia de Infantería, que se utiliza actualmente como Himno del Arma de Infantería.
Participó en las campañas de Marruecos a partir de septiembre de 1911, obteniendo en ellas diversas condecoraciones. Para 1916 ya tenía el rango de capitán. Desde entonces, se centró en realizar sus estudios universitarios y dedicarse a la enseñanza. Se licenció en Ciencias Exactas en la Universidad de Zaragoza, en la que durante varios cursos fue profesor de Análisis matemático y Geometría.
Durante la década de 1920, siendo capitán, fundó el Instituto Amado, que era una academia, como las que existían en las ciudades más importantes del país, en la que se podían estudiar el Bachillerato y los cursos preparatorios de algunas Facultades. También se preparaban allí alumnos para el ingreso en las Escuelas de Ingenieros y en las Academias Militares, o para las conocidas oposiciones a Abogados del Estado, Judicatura, Notarías y Registros, o para otros muchos concursos a cuerpos del Estado. En el Instituto Amado se formaban además estudiantes de Derecho, Letras, Ciencias, Comercio y Magisterio. Amado, personalmente, se encargaba de la enseñanza de las matemáticas y entre el profesorado, contó con Ramón Serrano Suñer o Josemaría Escrivá de Balaguer.

### Guerra Civil
Al comenzar la Guerra Civil, se encuentra destinado de comandante en el Regimiento de Infantería núm.17, de guarnición en Zaragoza.
En agosto, se intenta formar en Zaragoza una unidad a imagen y semejanza de un Tercio de la Legión. El Tercio se llamaría Sanjurjo y estaría formado por tres Banderas. El comandante Peñaredonda, antiguo capitán de la Legión retirado en 1931, formó la I Bandera “Valenzuela” en agosto, y Amado la II “Palafox” en septiembre, mientras que la prevista III Bandera “Ricardos” no llegó a formarse. A mediados de octubre, se disolvió la I Bandera y el proyectado Tercio, y todos sus componentes se fusionan en la Bandera de Amado que pasa a llamarse Bandera Sanjurjo y se integra en la Columna Móvil de Aragón, luego conocida como Brigada Móvil, combatiendo por todo el frente de Aragón.
En agosto de 1937, la Bandera Sanjurjo pasa a pertenecer oficialmente a la Legión, con la numeración de XV. El Guion de la Bandera llevaría el de las Armas del Escudo de Aragón. En octubre, Amado asciende a teniente coronel por méritos de guerra, siendo, un mes más tarde, habilitado a coronel. Toma entonces el mando de la I Brigada de la recién creada 53.ª División (perteneciente al Cuerpo de Ejército de Aragón). Más tarde, mandaría la 108.ª División del Cuerpo de Ejército de Galicia, con la que participa en la toma Castellón de la Plana y en la fallida ofensiva contra Valencia.
Tras el final de la contienda, en agosto de 1939 se le concede la Medalla Militar Individual.

### En la División Azul
En octubre de 1939 es nombrado director de la recién creada Academia de Transformación de Alféreces provisionales de Infantería, puesto que ocuparía hasta 1943.
En 1943 toma el mando del Regimiento n.º 263 de la División Azul, que ejercerá apenas cuatro meses, hasta el 8 de octubre del mismo año, en que cesa en el mando por motivo de su ascenso a General a finales de septiembre. Pasa entonces a ser Jefe de la Infantería Divisionaria y segundo Jefe de la División Azul, que comenzaría poco después su proceso de disolución y regreso a España. En diversas ocasiones ejerció el mando accidental de la unidad.

### Dictadura franquista
De regreso a España, en enero de 1944, es nombrado Jefe de la Infantería de la 52.ª División de Montaña (Huesca). En marzo de 1946, es nombrado director de la Academia General Militar. Durante la época en la que fue director de la Academia de Zaragoza, no olvidó su carácter universitario y de hombre de Ciencia e hizo todo lo posible por intensificar los lazos de unión entre la Academia y la Universidad mediante reuniones, conferencias y fiestas en común que beneficiaron a ambos centros. En diciembre de 1946, en la Academia General Militar se inaugura el Museo de los Sitios, del que es fundador, coincidiendo con la entrega de despachos de los tenientes de la I Promoción. En febrero de 1950, crea el Patronato del Museo de los Sitios, con el objeto de cuidar el Museo que pronto desaparecería una vez que Amado abandonó la Academia.
En marzo de 1950 asciende a General de División y un mes después es nombrado Gobernador Militar de Burgos y Subinspector de la VI Región Militar. Durante los siguientes años ocupó varios mandos: jefe de la 51.ª División de Montaña en Zaragoza (1951); jefe de la 62.ª División de Montaña y gobernador Militar de Pamplona (1952); miembro del Consejo Supremo de Justicia Militar (1954). Dos años después ascenderá a Teniente general y pasó a la reserva.
En marzo de 1964 ingresó en la Real Academia de Ciencias de Zaragoza.
Falleció en Zaragoza el 31 de enero de 1974, a los 83 años de edad.